# 皇帝洞生態旅遊景區

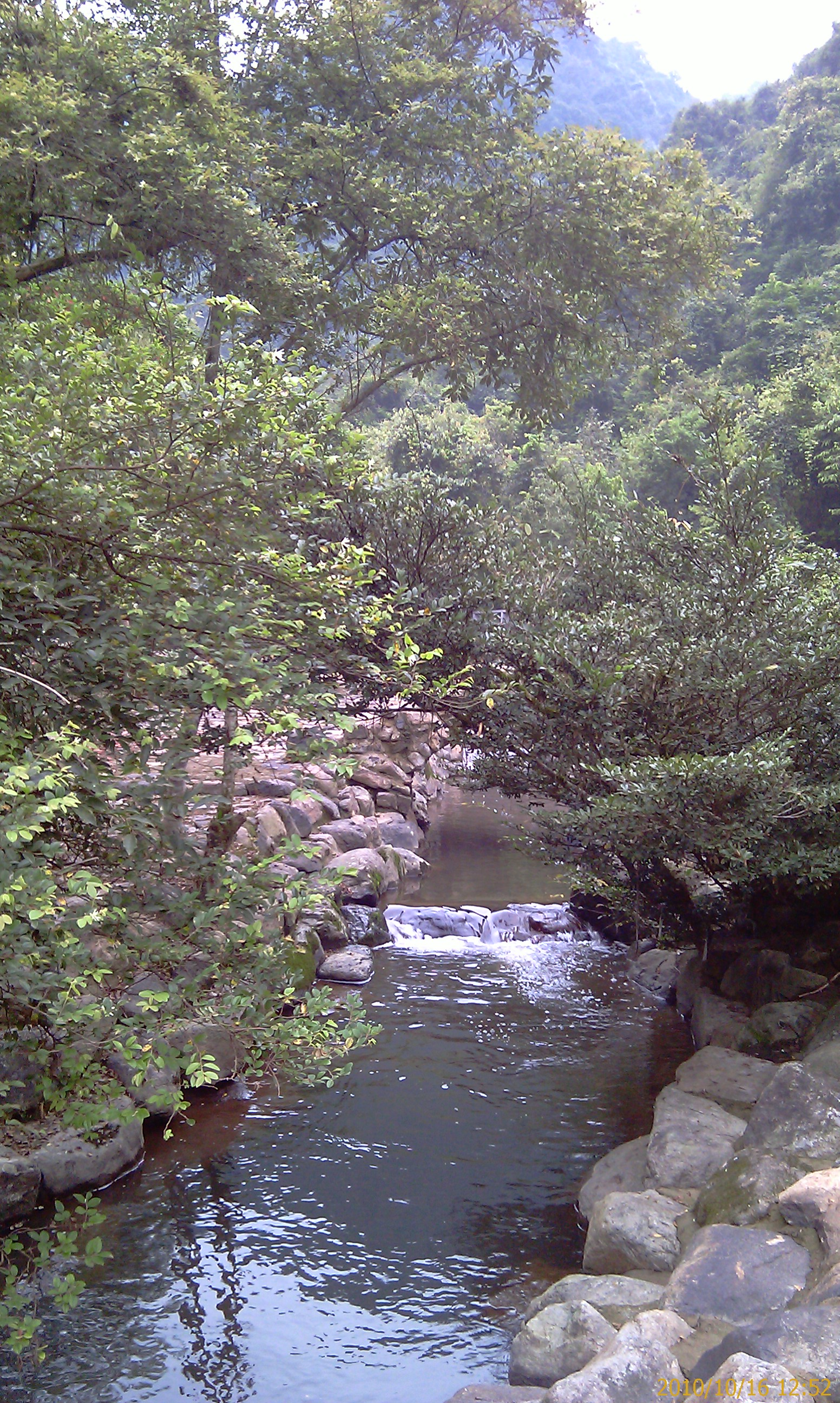
皇帝洞生態旅遊景區中的溪水

皇帝洞生態旅遊景區是位於中華人民共和國福建省福州市晉安區日溪鄉的旅遊景區，距離福州市區約45公里，是壽山國家礦山公園的重要組成部分，2009年9月對外試營業，2021年被評定為中國國家3A級旅遊景區。

## 地理
皇帝洞生態旅遊景區位於福州市晉安區日溪鄉北部梓山村的飛水溪峽谷之中，沿飛水溪呈「之」字型分布，峽谷由白堊紀火山活動形成的流紋質晶屑凝灰岩經流水沿斷裂和節理沖蝕深切形成，長約5千米，高差達400餘米，谷底寬10至30米，峽谷內有大小瀑布21處，是福州市瀑布數量最多的峽谷瀑布群，其中龍潭大瀑布最大落差達76米。

## 景觀
皇帝洞生態旅遊景區面積7.005平方公里，分為包括龜山、鴛鴦灘、皇帝洞的大峽谷景區和包括天門澗、蝴蝶谷、御泉澗的龍嘯天景區，擁有金剛峰、石壁觀音等自然景觀和開閩古驛道、朱熹龜山講學台、玄帝廟、多亭橋等人文景觀，山仔水庫周边是福州主要的畲族文化區。

## 環境
皇帝洞生態旅遊景區內植被屬常綠闊葉林，有蕨類植物22科29屬43種，裸子植物5科6屬7種，被子植物101科311屬445種，共有陸生脊椎動物21目49科92種，其中獸類8目14科，鳥類10目25科43種，兩棲類1目4科13種，爬行類2目6科20種。

## 氣候
皇帝洞生態旅遊景區年平均降水量為1,200至1,740毫米，相對濕度75%，年平均氣溫為18.6°C，最高氣溫36.5°C，最低氣溫-5°C，7月平均氣溫25.6°C，1月平均氣溫10.5°C，年平均日照數1,848小時，無霜期312天。